# Hansi, Hagaribommanahalli
Hansi là một làng thuộc tehsil Hagaribommanahalli, huyện Bellary, bang Karnataka, Ấn Độ.